# Hajworon
Hajworon (ukr. Гайворон) –  miasto na Ukrainie w obwodzie kirowohradzkim, siedziba władz rejonu hajworońskiego.
Miasto leży nad rzeką Boh, pełni funkcję węzła kolejowego. Przez miasto przebiega kolej wąskotorowa Rudnycia – Hołowaniwsk.

## Historia
Pierwsza wzmianka o miejscowości pochodzi z 1796.
W XIX w. – wieś w hajsyński ujezd Gubernia podolska.
W latach 1935–1938 rozpoczął działalność kamieniołom granitu. Osiedle typu miejskiego od 1938. Podczas II wojny światowej Hajworon był okupowany przez wojska niemieckie od 29 lipca 1941 r. do 11 marca 1944.
Status miasta miejscowość uzyskała w 1949.

## Demografia
- 1959 – 13 119[5]
- 1970 – 14,4 tys.[3]
- 1989 – 16 520[4][6]
- 2013 – 15 214[7]